# Чанкъръ (вилает)
Чанкъръ (на турски: Çankırı) е вилает в Североцентрална Турция в близост до столицата Анкара. Административен център на вилаета е едноименният град Чанкъръ.
Вилает Чанкъръ е с население от 273 089 жители (оценка от 2006 г.) и обща площ от 7388 кв. км. Вилает Чанкъръ е разделен на 12 общини.

## Население
Численост на населението според преброяванията през годините:
| Година | Численост |
| 1990   | 249 344   |
| 2000   | 270 355   |
| 2011   | 175 716   |